# Championnat américain de course automobile 1933
Navigation
1932 1934
Le Championnat américain de course automobile 1933 est la 16e édition du championnat de monoplace nord-américain et s'est déroulé du 30 mai au 9 septembre sur 3 épreuves. Ce championnat est organisé par l'Association américaine des automobilistes (AAA).

## Calendrier
| no | Date        | Course                   | Circuit                             | Lieu               | Type  | Pole Position | Vainqueur     |
| -- | ----------- | ------------------------ | ----------------------------------- | ------------------ | ----- | ------------- | ------------- |
| 1  | 30 mai      | 500 miles d'Indianapolis | Indianapolis Motor Speedway         | Speedway, Indiana  | Brick | Bill Cummings | Louis Meyer   |
| 2  | 11 juin     | 100 miles de Détroit     | Michigan State Fairgrounds Speedway | Détroit, Michigan  | Dirt  | Bill Cummings | Bill Cummings |
| 3  | 9 septembre | 100 miles de Syracuse    | New York State Fairgrounds          | Syracuse, New York | Dirt  | Bill Cummings | Bill Cummings |

## Classement
| Pos.     | Pilote              | Voiture           | Points |
| -------- | ------------------- | ----------------- | ------ |
| Champion | Louis Meyer         | Miller            | 610    |
| 2e       | Lou Moore           | Stevens-Miller    | 530    |
| 3e       | Wilbur Shaw         | Duesenberg-Miller | 450    |
| 4e       | Chet Gardner        | Stevens-Miller    | 430    |
| 5e       | Stubby Stubblefield | Rigling-Buick     | 325,2  |

## Courses organisées par l'AAA ne comptant pas pour le championnat
| Date    | Course                | Circuit                | Lieu               | Type | Pole Position | Vainqueur   |
| ------- | --------------------- | ---------------------- | ------------------ | ---- | ------------- | ----------- |
| 26 août | Elgin National Trophy | Elgin Road Race Course | Illinois, Illinois | Road | Fred Frame    | Phil Shafer |